# Faïza Soulé Youssouf
Faïza Soulé Youssouf (1985, Moroni) est une journaliste et nouvelliste comorienne.
En 2015, elle publie son premier roman, Ghizza, à tombeau ouvert. « [L]a verve trop militante et… libertaire » de ce roman susciteront la polémique aux Comores.
Journaliste au sein du quotidien Al-Watwan, elle est élue rédactrice en chef en juin 2017. En mai 2018, elle démissionne de son poste en dénonçant les pressions et intimidations.
Quelques jours avant le référendum constitutionnel comorien de 2018, elle signe une tribune dans Le Monde titrée « Aux Comores, le référendum constitutionnel de tous les dangers ». Lors de ce scrutin, elle diffuse en direct sur Facebook une vidéo relatant les tensions autour des bureaux de vote qui lui vaudra des critiques au plus haut niveau du gouvernement. Le ministre de l'intérieur Mohamed Daoudou menace de la poursuivre en justice.
Quelques mois plus tard, en octobre, elle est arrêtée alors qu'elle couvre une manifestations de l'opposition. En 2019, elle reprend son activité de journaliste au sein de la rédaction d'Al-Watwan.